# Metallica: Through the Never
A Metallica: Through the Never 2013-as amerikai thriller koncertfilm, amelyet Antal Nimród rendezett. Főszereplői a Metallica nevű együttes tagjai, illetve Dane DeHaan. A film címe a zenekar 1991-es albumán hallható "Through the Never" című dalból származik.
A filmet 2013. szeptember 27.-én mutatták be az Egyesült Államokban. 32 millió dollárból készült, és 7.9 millió dolláros bevételt hozott a pénztáraknál.

## Rövid történet
A film Trip (Dane DeHaan), a Metallica roadie-jának különleges kalandjait mutatja be, miközben felvételeket is láthatunk a zenekar 2012-ben felvett koncertjeiről.

## Szereplők
- Dane DeHaan: Trip
- James Hetfield: önmaga
- Kirk Hammett: önmaga
- Robert Trujillo: önmaga
- Lars Ulrich: önmaga
- Mackenzie Gray: menedzser

## Fogadtatás
A film pozitív kritikákat kapott. A Rotten Tomatoes oldalán 78%-ot szerzett.
A Rolling Stone magazin kritikusa, Peter Travers a "rock'n'roll anarchia teljes kifejezésének" nevezte a filmet, illetve arra biztatta a nézőket, hogy ne megértsék a cselekményt, hanem átéljék.
A The Village Voice kritikusa, Peter Rugg a "leglebilincselőbb koncertfilmnek" nevezte.